# Андрійчук Олег Анатолійович
Олег Анатолійович Андрійчук (1988—2023) — молодший сержант штурмової роти 783 бригади охорони Державної спеціальної служби транспорту, учасник російсько-української війни. Герой України (2024, посмертно).

## Життєпис
Народився 8 жовтня 1988 року в селі Улянівка Дніпропетровської області. 
Проживав у місті Дніпродзержинськ (Кам’янське) Дніпропетровської області.
Під час повномасштабної війни й Служив стрільцем вогневого ураження штурмового взводу штурмової роти 783 бригади охорони Державної спеціальної служби транспорту.
Брав участь у боях за Бахмут Донецької області.
З початком повномасштабного вторгнення, був призваний на військову службу по мобілізації, брав участь у заходах необхідних для забезпечення оборони України, захисту безпеки населення, інтересів держави у зв’язку з військовою агресією російської федерації проти України.
Молодший сержант Андрійчук Олег Анатолійович був одним з найбільш досвідчених воїнів штурмової роти і часто виконував бойові завдання в ролі старшого оборонних груп, координуючи та безпосередньо відбиваючи щоденні спроби штурмових дій противника. Під час оборонних дій було утримано 5 штурмових атак противника також зробив наводку мінометному розрахунку на склад БК противника та два скупчення особового складу противника, що дозволило врятувати групу та виконати завдання попри значну перевагу противника в силах і ресурсах. Загальна кількість знищених групою, під час штурмових дій, перевищила 14 російських військових.
У квітні 2023 року брав активну участь у плануванні та підготовці до штурмових та оборонних дій поблизу н.п. Хромове, куди противник спрямовував величезні зусилля з метою зайняти панівні висоти та оточити н.п. Бахмут. Молодший сержант Андрійчук Олег Анатолійович під час штурмових та оборонних дій був старшим однієї з двох штурмових груп. Попри те, що противник для розвитку початкового успіху підтягнув резерви і проводив щільний мінометний та артилерійський обстріл, штурмовим групам, однією з яких керував Олег, вдалося вибити ворога та закріпитися, завдавши значного ураження в живій силі противника до 20 російських військових.
Отримавши осколкове поранення, в надзвичайно складній оперативній обстановці при наявності багатьох поранених  під час спроб противника відбити відновлені штурмовою ротою позиції, після накладання турнікетів молодший сержант Андрійчук Олег Анатолійович відмовився від евакуації до приходу групи ротації, взявши відповідальність на виконання важливого бойового завдання та недопущення миттєвого перехоплення ініціативи противником на заданому напрямку. Давши команду евакуювати найважчих поранених, молодший сержант Андрійчук Олег Анатолійович продовжував керувати оборонними діями тим самим особисто ліквідувавши ще 3 військовослужбовців противника доки не прийшла група ротації, яка продовжила закріплення на визначеній вогневій позиції. 
Через тривалий час оборонних дій і складну евакуацію у зв’язку з щільністю ворожих обстрілів, внаслідок отриманих поранень, молодший сержант Андрійчук Олег Анатолійович загинув. Своєю жертовністю та відданістю молодший сержант Олег  Андрійчук допоміг силам оборони перешкодити зайняти ворогу панівні висоти біля н.п. Бахмут та уникнути значно більших втрат серед військовослужбовців сил оборони. 
Загинув 16 квітня 2023 року під час виконання бойового завдання поблизу селища Хромове Донецької області.

## Нагороди
- Звання Герой України з удостоєнням ордена Золота Зірка (5 грудня 2024, посмертно)[1].